# Алишев, Халил Файзрахманович
Халил Файзрахманович Али́шев (1891—1937) — деятель башкирского национального движения. Участник Первой мировой и Гражданской войн, командир Башкирской группы войск. Штабс-ротмистр (1919).

## Биография
Халил Алишев родился 10 августа 1892 года в деревне Старое Альметьево Уфимской губернии Мензелинском уезде (ныне в Республике Татарстан, Муслюмовский район). По национальности татарин. Окончил 6 классов гимназии. Знал татарский, башкирский, турецкий и английский языки. В 1915 году окончил Чистопольскую школу прапорщиков, принимал участие в Первой мировой войне, служил в чине подпорутчика. После демобилизации вернулся в родное село.
Летом 1918 года был призван в Башкирское войско, воевал против Красной армии. В августе был назначен начальником Ток-Чуранского добровольческого отряда. Служил в чине поручика. В октябре его отряд был включён в состав 2-го Башкирского кавалерийского полка им. Г. С. Идельбаева как 5-й эскадрон. В январе 1919 года был назначен командиром отряда в составе Башкирского корпуса. 18 января 1919 года отряд под командованием Алишева одержал победу над частями 1-го Восточного кавалерийского полка РККА в бою у села Нукаево, за что ему было присвоено звание штабс-ротмистра.
Позднее он был назначен командиром 2-й башкирского кавалерийского полка, входившего в состав Башкирской отдельной кавалерийской бригады. В августе 1919 года бригада перешла на сторону РККА. В составе бригады Алишев принимал участие в боях на Южном фронте против армии Деникина. В одном из боёв под Полтавой получил сильную контузию.
С сентября 1919 года в Петрограде. Там он сначала был назначен командиром 3-го Башкирского кавалерийского полка, а в октябре — командиром Башкирской группы войск. Участвовал в обороне Петрограда от армии Юденича. За проявленное мужество в был награждён орденом Красного Знамени. В начале 1920-х годов в составе Башкирской отдельной стрелковой бригады находился на охране границы с Финляндией. С 26 января 1921 года — член Башкирского представительства при Наркомнаце.
В конце 1930-х годов жил в Ленинграде по адресу Средний проспект, д. 40, кв. 130. Работал военруком в сварочном техникуме.
Репрессирован как «башкирский националист». 7 июня 1937 года был арестован. По статье 58-6-8 УК РСФСР приговорён к высшей мере наказания. Расстрелян в Ленинграде 8 декабря того же года.